# فتاح مسعود
فتاح مسعود (24 سبتمبر 1989 - ) هو لاعب كرة الصالات ‏ ولاعب كرة قدم ليبي في مركز حراسة المرمى.

## وصلات خارجية
- فتاح مسعود على موقع الاتحاد الدولي (مؤرشف)  (الإنجليزية)